# Brahmur, Ankola
Brahmur là một làng thuộc tehsil Ankola, huyện Uttara Kannada, bang Karnataka, Ấn Độ.